# Сокол (Пловдив)
Вижте пояснителната страница за други значения на Сокол.
Сокол е бивш български футболен отбор от пловдивския квартал Коматево. Преоснован през 1994 г. като наследник на СК Сокол, създаден през 1922 и общоградски първенец през 1932 г. От есента на 1998 до пролетта на 2001 г. е обединен със Спартак (Пловдив) под името „Спартак-С'94“ (Пловдив). През 2001 г. се отделя от Спартак и е преименуван на ФК Коматево`2001 под което име съществува до 2011 година.
Оригиналният спортен клуб "Сокол" се създава на 4 април 1922 и е представител на кварталите Русин махала и Матинчеви градини в Западен Пловдив. Голяма група гимназисти и студенти с помощта на няколко чешки граждани образуват клуб за спортна дейност. Клубната канцелария била на площад "Честименски" в Мараша, а екипите били червени фанелки, черни гащета. Първоначално клубът е изцяло замислен и организиран под влияние на спартакистите от политическия кръжок "Леон Троцки". Ръководители били Йордан Трайков и Тодор Божков, който изработва устава. Той обаче не бил одобрен от МВРНЗ (Министерство на вътрешните работи и народното здраве), а неговият автор е арестуван и инквизиран по политически причини през 1923. След тази година клубът е овладян от белогвардейски преселници от Русия след гражданската война там (1917-1922). Играе в бяло и кафяво, а по-известните му играчи били Драган Дафов, Събо Иванов, Стоян Атанасов, Тодор Георгиев, Андон Николов, Кирил Каранешев, Никола Шивачев, Найден Маслев. Печели градското и областно първенство през 1932, и стига до полуфинал на държавния шампионат, през 1934 година завоюва Купа Тримонциум. Един от най-известните играчи на отбора е Дамян Кузманов Погончев (01.08.1909 -18.08.2000), който е от първите футболисти взети срещу финансов стимул. Роденият в Одрин, тракиец играе мачове за Ботев Пловдив през периода 1930-1932 и през 1935 срещу платена сума за преминаване. Впоследствие Дамян Погончев има предложения за игра в австрийски клуб, но той предпочита да отиде на трудово разпределение в Стара Загора, където играе футбол от 1940 до 1944.
В началото на 1940 "соколите" се обединяват с клуб "Генерал Колев" и се подвизават под името СГК. От своя страна "Генерал Колев", създаден 1935, е приемник на "Сила", основан 1920 в Мараша, клубните му канцеларии били първоначално на ул."Алеко Константинов", а по-късно на ул."Ацеко".
Отборът за последно играе в Б ОФГ-Пловдив през сезон 2010-2011. Основния екип е червено-бели фланелки, черни гащета и черни чорапи. Играе домакинските си мачове на бившия стадион "Герена", който през 2013 година е преобразуван в тренировъчен комплекс на Ботев Пловдив. Някои от по-известните футболисти играли в отбора са Атанас Борносузов, Тодор Живондов, Пламен Тотовски, Веселин Джамбов, Атанас Въргов, Божидар Държелиев, Димитър Вринчев, Христо Стаев, Христо Калканов, Георги Лесков, Атанас Бозев, Марчо Дафчев, Армен Амбарцумян и Румен Спасов
Детско-юношеска школа на клуба се прелива в тази на Сокол Марково.

## Успехи
- 4 място в Държавното първенство през 1932 г.
- 6 място в Югоизточната В група през 1997 г.
- 1/32-финал за Националната купа през 1997/98 г.